# 中華民國—多哥關係
中華民國與多哥共和國於1960—1972年有官方外交關係，斷交後，目前沒有在對方首都互設具大使館功能的代表機構。對多哥的相關事務由駐法國台北代表處、駐普羅旺斯臺北辦事處共同管轄。

## 政治

### 外交

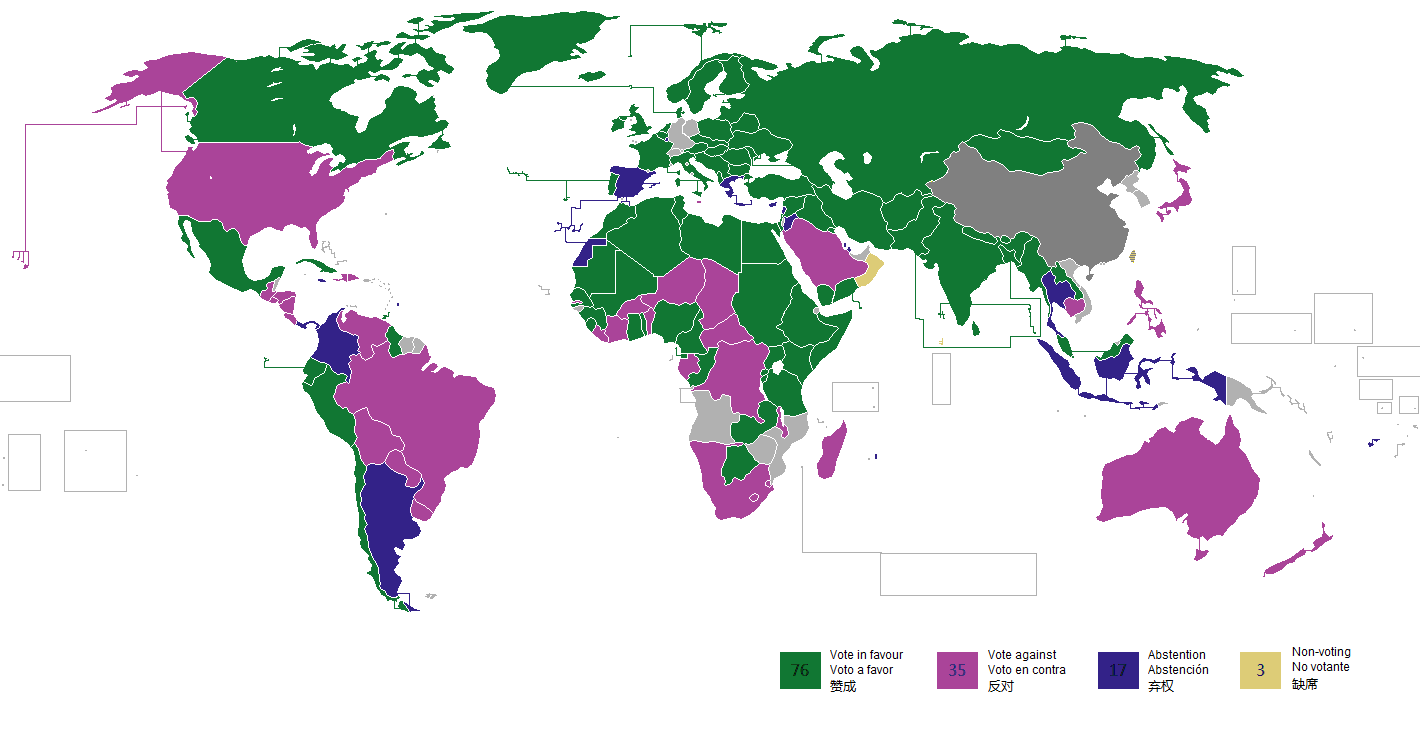
綠色國家表示在1971年的投票中反對中華民國續留聯合國，即《聯合國大會2758號決議》，其中包括多哥。

1960年4月27日，建立大使級外交關係。5月9日，於首都洛美設立中華民國駐多哥共和國大使館，9月，派駐大使。多哥則未設立大使館、派駐大使。
1964年9月14日，多哥副總統兼財政部長宓雅齊抵台訪問。
1972年10月4日，與中華民國斷交。
1995年底，多哥等9國常駐聯合國代表在第50屆聯合國大會的總辯論中，提出「會籍普遍化原則」或兩岸關係的方式，間接呼應中華民國參與聯合國。

#### 中華民國駐多哥共和國大使（1960－1972年）
| 姓名   | 任命          | 到任          | 遞交国书      | 免職          | 離任           | 外交衔级 | 外交職務                      |
| ------ | ------------- | ------------- | ------------- | ------------- | -------------- | -------- | ----------------------------- |
| 姚定塵 | 1960年5月9日  | 1960年5月9日  |               |               | 1962年5月16日  | 參事     | 臨時代辦                      |
| 吴世英 | 1960年9月30日 | 1961年4月21日 | 1961年4月24日 | 1962年3月8日  |                | 大使     | 特命全權大使 驻喀麦隆大使兼任 |
| 張平群 | 1962年3月8日  | 1962年5月16日 | 1962年6月7日  | 1973年1月15日 | 1972年10月18日 | 大使     | 特命全權大使                  |

## 經濟

### 貿易
| 年分 | 貿易總額    | 貿易總額 | 貿易總額 | 出口至多哥  | 出口至多哥 | 出口至多哥 | 自多哥進口 | 自多哥進口 | 自多哥進口 | 順逆差 |
| 年分 | 金額        | 年增減   | 排名     | 金額        | 年增減     | 排名       | 金額       | 年增減     | 排名       | 順逆差 |
| ---- | ----------- | -------- | -------- | ----------- | ---------- | ---------- | ---------- | ---------- | ---------- | ------ |
| 2017 | 10,285,581  | ▲14.9%   | 144      | 8,643,935   | ▲21.6%     | 126        | 1,641,646  | ▼10.8%     | 150        | 順差▲  |
| 2018 | 46,646,539  | ▲353.5%  | 103      | 45,707,561  | ▲428.8%    | 90         | 938,978    | ▼42.8%     | 153        | 順差▲  |
| 2019 | 59,427,734  | ▲27.4%   | 95       | 58,211,083  | ▲27.4%     | 82         | 1,216,651  | ▲29.6%     | 152        | 順差▲  |
| 2020 | 12,842,627  | ▼78.4%   | 135      | 10,773,979  | ▼81.5%     | 118        | 2,068,648  | ▲70.0%     | 141        | 順差▼  |
| 2021 | 136,933,620 | ▲966.2%  | 88       | 136,322,301 | ▲1,165.3%  | 61         | 611,319    | ▼70.4%     | 166        | 順差▲  |
| 2022 | 672,449,998 | ▲391.1%  | 55       | 670,259,310 | ▲391.7%    | 39         | 2,190,688  | ▲258.4%    | 141        | 順差▲  |
| 2023 | 193,872,795 | ▼71.2%   | 76       | 192,078,199 | ▼71.3%     | 55         | 1,794,596  | ▼18.1%     | 146        | 順差▼  |
| 2024 | 14,401,575  | ▼92.6%   | 136      | 9,932,350   | ▼94.8%     | 124        | 4,469,225  | ▲149.0%    | 125        | 順差▼  |

2023年的兩國貿易項目如下：
出口至多哥的前10大項目為：石油與提自瀝青礦物之油類（原油除外）、以石油或瀝青質礦物為基本成份之未列名製品、廢油；氧官能胺基化合物；橡膠或塑料加工機或以此類原料製造產品之機械；塑膠管與附件；印刷版、滾筒與其他印刷組件之印刷机以及打印机、复印机與傳真機；非供零售用之合成纖維棉紗；苯乙烯之聚合物；丙烯或其他烯烃之聚合物；小客車與其他主要設計供載客之機動車輛；固態泥土、石料、礦砂或其他礦物用之處理機械等。
自多哥進口的項目為：油料種子與油質果实；未初梳或精梳之棉花；大豆；其他活動物；集成电路；特殊物品，含進口未超過5萬新臺幣之小額報單與其他零星物品；半導體裝置、光敏半導體裝置、發光二極體、已裝妥之压电晶体等。

## 協定
| 日期          | 簽署                                                                     | 備註     |
| ------------- | ------------------------------------------------------------------------ | -------- |
| 1964年8月12日 | 《中華民國與多哥共和國技術合作協定》                                     | [ 註 1 ] |
| 1967年7月21日 | 《中華民國政府與多哥共和國政府修訂農業技術合作協定換文》                 |          |
| 1988年2月10日 | 《中華民國郵政總局與多哥（共和國郵政總局）間關於國際快捷郵件服務備忘錄》 |          |

## 簽證

持中華民國護照的中華民國國民簽證要求分布圖：入境多哥可以電子簽證。

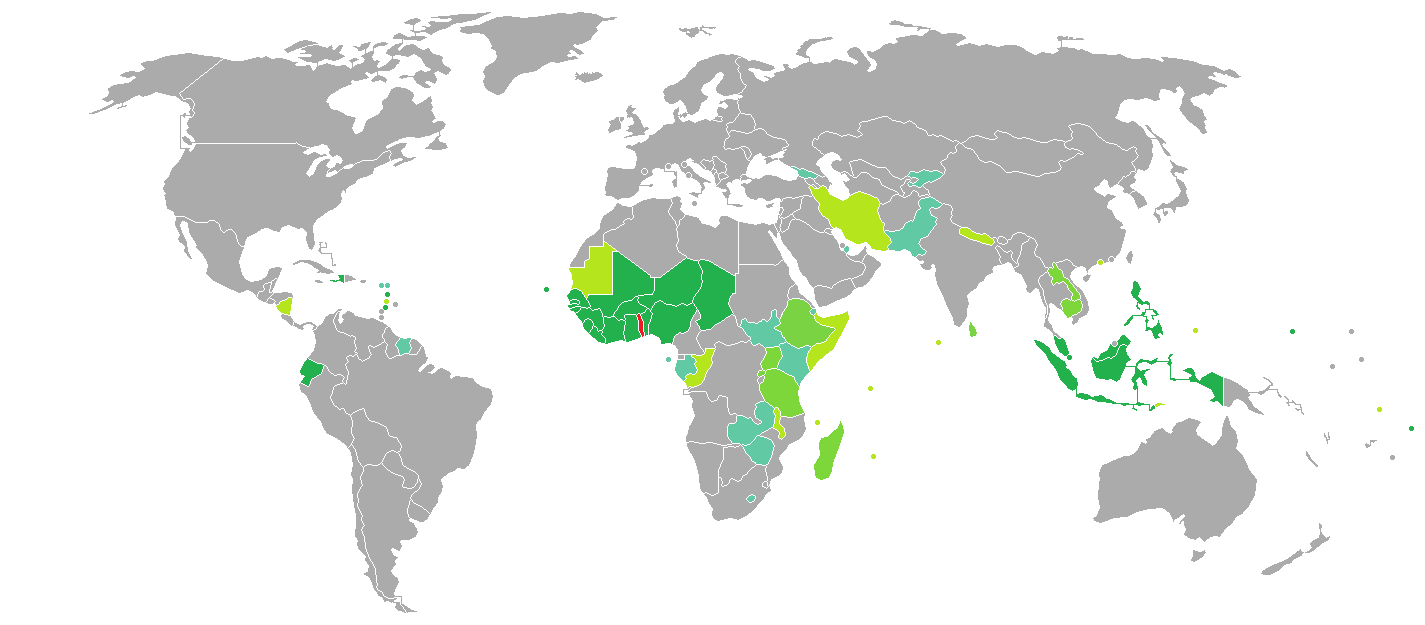
持多哥護照的多哥國民簽證要求分布圖：入境中華民國需要簽證。

兩國國民皆須申請簽證方可入境對方國家。持中華民國護照的中華民國國民可申請多哥電子簽證（E-VISA），需於入境前至少5個工作日登記，抵達多哥後，持安全暨國民保護部（Minister of Security and Civil Protection）寄發之入境許可與相關證明文件申辦簽證，除此之外，亦可前往多哥駐日本大使館辦理。入境須出示黃熱病的疫苗接種證明（黃皮書）。
持多哥護照的多哥國民抵台參加由中央政府機關主辦、協辦或贊助之國際會議、運動賽事、商展或其他活動，亦可以電子簽證入境中華民國，停留最多30天並不得延期。

## 交通

### 航空

#### 客運
兩國無直航班機，可經由（截至2023年6月30日）：
- 臺北→巴黎，再轉機前往多哥的纳辛贝·埃亚德马国际机场。[13]

### 駕車
持有中華民國國際駕駛執照或申請多哥駕駛執照，並投保車險，可在多哥駕車。

### 航運

#### 事件
2025年2月25日，台灣台南將軍漁港西北方6海里處之台澎第三海底電纜發生斷裂，台灣海巡署經中華電信通報後，以現行犯攔停於現場滯留多時的多哥籍「宏泰58號」貨輪，並押返台南安平港。經調查，該貨輪是具有中國資金背景的權宜輪，船上8名船員均為中國籍，船長遭到羈押，7名船員遭限制住居，至於事故原因將依國安層級處理，由台南地檢署指揮偵辦。

## 外部連結
- 中華民國外交部－多哥共和國簡介 （页面存档备份，存于）
- 駐法國台北代表處
  - 駐普羅旺斯辦事處
- 外交部領事事務局－國外旅遊警示分級表
- 中華民國衛生福利部－國際旅遊疫情建議等級
- 中華民國國際經濟合作協會 （页面存档备份，存于）